# 14. konjeniški polk (Italija)
14. konjeniški polk Cavalleggeri di Alessandria (izvirno italijansko 14º Reggimento di Cavalleria di linea) je bil konjeniški polk (Kraljeve sardinske in Kraljeve) Italijanske kopenske vojske.

## Zgodovina
Polk je bil prvotno nastanjen na Korziki, razpuščen pa je bil v Neaplju.